# Puchar Świata w kolarstwie torowym 2010/2011
Puchar Świata w kolarstwie torowym w sezonie 2010/2011 to 19. edycja tej imprezy. Organizowany przez UCI, obejmował cztery rundy: w australijskim Melbourne w dniach 2-4 grudnia 2010, w kolumbijskim Cali w dniach 16-18 grudnia 2010, w stolicy Chin – Pekinie w dniach 21-23 stycznia 2011 roku oraz brytyjskim Manchesterze w dniach 18-20 lutego 2011 roku.
Trofeum sprzed roku broniła reprezentacja Niemiec. W tym sezonie najlepsza okazała się reprezentacja Francji.

## Klasyfikacja narodów
| Miejsce | Państwo         | Punkty |
| ------- | --------------- | ------ |
| 1.      | Francja         | 308    |
| 2.      | Wielka Brytania | 302    |
| 3.      | Australia       | 218    |
| 4.      | Nowa Zelandia   | 209    |
| 5.      | Holandia        | 181    |
| 5.      | Niemcy          | 159    |
| 7.      | Chiny           | 142    |
| 8.      | Hiszpania       | 110    |
| 9.      | Kanada          | 102    |
| 10.     | Rosja           | 98     |

## Wyniki

### Mężczyźni

#### Keirin
| Lp | Miasto               | 1. miejsce           | 2. miejsce       | 3. miejsce           |
| -- | -------------------- | -------------------- | ---------------- | -------------------- |
| 1. | Melbourne            | Chris Hoy            | Teun Mulder      | Mickaël Bourgain     |
| 2. | Cali                 | Azizulhasni Awang    | François Pervis  | Denis Špička         |
| 3. | Pekin                | Simon van Velthooven | Scott Sunderland | Kota Asai            |
| 4. | Manchester           | Chris Hoy            | Jason Niblett    | Azizulhasni Awang    |
|    | Klasyfikacja końcowa | Azizulhasni Awang    | Chris Hoy        | Simon van Velthooven |

#### 1000 m
| Lp | Miasto               | 1. miejsce      | 2. miejsce | 3. miejsce           |
| -- | -------------------- | --------------- | ---------- | -------------------- |
| 1. | Pekin                | François Pervis | Hugo Haak  | Simon van Velthooven |
|    | Klasyfikacja końcowa | François Pervis | Hugo Haak  | Simon van Velthooven |

#### Sprint indywidualny
| Lp | Miasto               | 1. miejsce    | 2. miejsce        | 3. miejsce    |
| -- | -------------------- | ------------- | ----------------- | ------------- |
| 1. | Melbourne            | Shane Perkins | Jason Kenny       | Teun Mulder   |
| 2. | Cali                 | Kévin Sireau  | Chris Hoy         | Grégory Baugé |
| 3. | Pekin                | Kévin Sireau  | Sebastian Döhrer  | Zhang Miao    |
| 4. | Manchester           | Kévin Sireau  | Jason Kenny       | Chris Hoy     |
|    | Klasyfikacja końcowa | Kévin Sireau  | Tsubasa Kitatsuru | Jason Kenny   |

#### Sprint drużynowy
| Lp | Miasto               | 1. miejsce                                                   | 2. miejsce                                                        | 3. miejsce                                                    |
| -- | -------------------- | ------------------------------------------------------------ | ----------------------------------------------------------------- | ------------------------------------------------------------- |
| 1. | Melbourne            | Wielka Brytania · Matthew Crampton · Chris Hoy · Jason Kenny | Nowa Zelandia · Edward Dawkins · Ethan Mitchell · Sam Webster     | Team Jayco-AIS Daniel Ellis Jason Niblett Shane Perkins       |
| 2. | Cali                 | Francja · Grégory Baugé · Kévin Sireau · Michaël D’Almeida   | Wielka Brytania · Jason Kenny · Matthew Crampton · Chris Hoy      | Nowa Zelandia · Ethan Mitchell · Sam Webster · Edward Dawkins |
| 3. | Pekin                | Francja · Michaël D’Almeida · François Pervis · Kévin Sireau | Rosja · Dienis Dmitrijew · Pawieł Jakuszewski · Siergiej Kuczerow | Chiny · Zhang Miao · Zhang Lei · Cheng Changsong              |
| 4. | Manchester           | Francja · Grégory Baugé · Kévin Sireau · Michaël D’Almeida   | Niemcy · René Enders · Maximilian Levy · Stefan Nimke             | Sky Track Cycling Jason Kenny Chris Hoy Matthew Crampton      |
|    | Klasyfikacja końcowa | Francja                                                      | Wielka Brytania                                                   | Nowa Zelandia                                                 |

#### Wyścig indywidualny na dochodzenie
| Lp | Miasto               | 1. miejsce   | 2. miejsce     | 3. miejsce |
| -- | -------------------- | ------------ | -------------- | ---------- |
| 1. | Manchester           | Rohan Dennis | Geraint Thomas | Marc Ryan  |
|    | Klasyfikacja końcowa | Rohan Dennis | Geraint Thomas | Marc Ryan  |

#### Wyścig drużynowy na dochodzenie
| Lp | Miasto               | 1. miejsce                                                                           | 2. miejsce                                                                           | 3. miejsce                                                                   |
| -- | -------------------- | ------------------------------------------------------------------------------------ | ------------------------------------------------------------------------------------ | ---------------------------------------------------------------------------- |
| 1. | Melbourne            | Australia · Jack Bobridge · Michael Hepburn · Leigh Howard · Cameron Meyer           | Rosja · Aleksandr Chatuncew · Jewgienij Kowalow · Aleksiej Markow · Aleksandr Sierow | Wielka Brytania · Edward Clancy · Steven Burke · Luke Rowe · Andrew Tennant  |
| 2. | Cali                 | Nowa Zelandia · Sam Bewley · Westley Gough · Marc Ryan · Jesse Sergent               | Kolumbia · Juan Esteban Arango · Arles Castro · Edwin Ávila · Weimar Roldán          | Hiszpania · Eloy Teruel · Pablo Bernal · Sergi Escobar · David Muntaner      |
| 3. | Pekin                | Rosja · Aleksandr Chatuncew · Jewgienij Kowalow · Aleksiej Markow · Aleksandr Sierow | Hiszpania · Sergi Escobar · Asier Maeztu · Antonio Miguel · Albert Torres            | Wielka Brytania · Mark Christian · Andrew Fenn · Erick Rowsell · Simon Yates |
| 4. | Manchester           | Wielka Brytania · Steven Burke · Edward Clancy · Geraint Thomas · Bradley Wiggins    | Nowa Zelandia · Aaron Gate · Westley Gough · Peter Latham · Marc Ryan                | Hiszpania · Pablo Bernal · Asier Maeztu · David Muntaner · Eloy Teruel       |
|    | Klasyfikacja końcowa | Hiszpania                                                                            | Nowa Zelandia                                                                        | Wielka Brytania                                                              |

#### Scratch
| Lp | Miasto               | 1. miejsce     | 2. miejsce      | 3. miejsce   |
| -- | -------------------- | -------------- | --------------- | ------------ |
| 1. | Cali                 | Morgan Kneisky | Gijs Van Hoecke | Martin Bláha |
|    | Klasyfikacja końcowa | Morgan Kneisky | Gijs Van Hoecke | Martin Bláha |

#### Madison
| Lp | Miasto               | 1. miejsce                               | 2. miejsce                                 | 3. miejsce                            |
| -- | -------------------- | ---------------------------------------- | ------------------------------------------ | ------------------------------------- |
| 1. | Melbourne            | Australia · Leigh Howard · Cameron Meyer | Nowa Zelandia · Aaron Gate · Myron Simpson | Holandia · Nick Stopler · Peter Schep |
|    | Klasyfikacja końcowa | Australia                                | Nowa Zelandia                              | Holandia                              |

#### Wyścig punktowy
| Lp | Miasto               | 1. miejsce    | 2. miejsce      | 3. miejsce    |
| -- | -------------------- | ------------- | --------------- | ------------- |
| 1. | Pekin                | Artur Jerszow | Aleksiej Markow | Claudio Imhof |
|    | Klasyfikacja końcowa | Artur Jerszow | Aleksiej Markow | Claudio Imhof |

#### Omnium
| Lp | Miasto               | 1. miejsce      | 2. miejsce          | 3. miejsce    |
| -- | -------------------- | --------------- | ------------------- | ------------- |
| 1. | Melbourne            | Shane Archbold  | Zachary Bell        | Edward Clancy |
| 2. | Cali                 | Edward Clancy   | Juan Esteban Arango | Zachary Bell  |
| 3. | Pekin                | Samuel Harrison | Zachary Bell        | Roger Kluge   |
| 4. | Manchester           | Shane Archbold  | Cho Ho-sung         | Elia Viviani  |
|    | Klasyfikacja końcowa | Zachary Bell    | Shane Archbold      | Edward Clancy |

### Kobiety

#### Keirin
| Lp | Miasto               | 1. miejsce         | 2. miejsce         | 3. miejsce         |
| -- | -------------------- | ------------------ | ------------------ | ------------------ |
| 1. | Melbourne            | Anna Meares        | Kaarle McCulloch   | Clara Sanchez      |
| 2. | Cali                 | Victoria Pendleton | Sandie Clair       | Virginie Cueff     |
| 3. | Pekin                | Clara Sanchez      | Lubow Szulika      | Rebecca James      |
| 4. | Manchester           | Guo Shuang         | Clara Sanchez      | Victoria Pendleton |
|    | Klasyfikacja końcowa | Clara Sanchez      | Victoria Pendleton | Anna Meares        |

#### 500 m
| Lp | Miasto               | 1. miejsce  | 2. miejsce   | 3. miejsce  |
| -- | -------------------- | ----------- | ------------ | ----------- |
| 1. | Melbourne            | Anna Meares | Sandie Clair | Lee Wai Sze |
|    | Klasyfikacja końcowa | Anna Meares | Sandie Clair | Lee Wai Sze |

#### Sprint indywidualny
| Lp | Miasto               | 1. miejsce         | 2. miejsce         | 3. miejsce         |
| -- | -------------------- | ------------------ | ------------------ | ------------------ |
| 1. | Melbourne            | Anna Meares        | Victoria Pendleton | Kristina Vogel     |
| 2. | Cali                 | Kristina Vogel     | Victoria Pendleton | Sandie Clair       |
| 3. | Pekin                | Lubow Szulika      | Simona Krupeckaitė | Lin Junhong        |
| 4. | Manchester           | Anna Meares        | Guo Shuang         | Victoria Pendleton |
|    | Klasyfikacja końcowa | Victoria Pendleton | Anna Meares        | Kristina Vogel     |

#### Sprint drużynowy
| Lp | Miasto               | 1. miejsce                                             | 2. miejsce                                             | 3. miejsce                                     |
| -- | -------------------- | ------------------------------------------------------ | ------------------------------------------------------ | ---------------------------------------------- |
| 1. | Melbourne            | Chiny · Gong Jinjie · Guo Shuang                       | Wielka Brytania · Jessica Varnish · Victoria Pendleton | Francja · Sandie Clair · Clara Sanchez         |
| 2. | Cali                 | Wielka Brytania · Jessica Varnish · Victoria Pendleton | Niemcy · Kristina Vogel · Miriam Welte                 | Francja · Sandie Clair · Virginie Cueff        |
| 3. | Pekin                | Chiny · Gong Jinjie · Lin Junhong                      | Holandia · Willy Kanis · Yvonne Hijgenaar              | Litwa · Simona Krupeckaitė · Gintarė Gaivenytė |
| 4. | Manchester           | Australia · Anna Meares · Kaarle McCulloch             | Chiny · Gong Jinjie · Guo Shuang                       | Francja · Clara Sanchez · Sandie Clair         |
|    | Klasyfikacja końcowa | Chiny                                                  | Wielka Brytania                                        | Francja                                        |

#### Wyścig indywidualny na dochodzenie
| Lp | Miasto               | 1. miejsce    | 2. miejsce        | 3. miejsce       |
| -- | -------------------- | ------------- | ----------------- | ---------------- |
| 1. | Cali                 | Alison Shanks | Wendy Houvenaghel | Pascale Schnider |
|    | Klasyfikacja końcowa | Alison Shanks | Wendy Houvenaghel | Pascale Schnider |

#### Wyścig drużynowy na dochodzenie
| Lp | Miasto               | 1. miejsce                                                          | 2. miejsce                                                    | 3. miejsce                                                          |
| -- | -------------------- | ------------------------------------------------------------------- | ------------------------------------------------------------- | ------------------------------------------------------------------- |
| 1. | Melbourne            | Australia · Katherine Bates · Sarah Kent · Josephine Tomic          | Niemcy · Charlotte Becker · Lisa Brennauer · Madeleine Sandig | Nowa Zelandia · Kaytee Boyd · Lauren Ellis · Jaime Nielsen          |
| 2. | Cali                 | Nowa Zelandia · Rushlee Buchanan · Lauren Ellis · Alison Shanks     | Ouch Pro Cycling Sarah Hammer Dotsie Bausch Lauren Tamayo     | Wielka Brytania · Laura Trott · Katie Colclough · Wendy Houvenaghel |
| 3. | Pekin                | Nowa Zelandia · Kaytee Boyd · Rushlee Buchanan · Jaime Nielsen      | Kanada · Tara Whitten · Laura Brown · Stephanie Roorda        | Australia · Melissa Hoskins · Ashlee Ankudinoff · Sarah Kent        |
| 4. | Manchester           | Wielka Brytania · Wendy Houvenaghel · Joanna Rowsell · Sarah Storey | Nowa Zelandia · Lauren Ellis · Jaime Nielsen · Alison Shanks  | Ouch Pro Cycling Sarah Hammer Dotsie Bausch Jennie Reed             |
|    | Klasyfikacja końcowa | Nowa Zelandia                                                       | Australia                                                     | Kanada                                                              |

#### Scratch
| Lp | Miasto               | 1. miejsce          | 2. miejsce  | 3. miejsce |
| -- | -------------------- | ------------------- | ----------- | ---------- |
| 1. | Manchester           | Anastasija Czułkowa | Jennie Reed | Amy Cure   |
|    | Klasyfikacja końcowa | Anastasija Czułkowa | Jennie Reed | Amy Cure   |

#### Wyścig punktowy
| Lp | Miasto               | 1. miejsce       | 2. miejsce   | 3. miejsce   |
| -- | -------------------- | ---------------- | ------------ | ------------ |
| 1. | Cali                 | Giorgia Bronzini | Kelly Druyts | Aksana Papko |
|    | Klasyfikacja końcowa | Giorgia Bronzini | Kelly Druyts | Aksana Papko |

#### Omnium
| Lp | Miasto               | 1. miejsce      | 2. miejsce      | 3. miejsce         |
| -- | -------------------- | --------------- | --------------- | ------------------ |
| 1. | Melbourne            | Leire Olaberria | Tara Whitten    | Małgorzata Wojtyra |
| 2. | Cali                 | Sarah Hammer    | Tara Whitten    | Tacciana Szarakowa |
| 3. | Pekin                | Tara Whitten    | Kirsten Wild    | Pascale Jeuland    |
| 4. | Manchester           | Sarah Hammer    | Kirsten Wild    | Małgorzata Wojtyra |
|    | Klasyfikacja końcowa | Tara Whitten    | Leire Olaberria | Sarah Hammer       |